# Casa Bonita, a mexikói étterem
A Casa Bonita, a mexikói étterem (Casa Bonita) a South Park című rajzfilm 107. része (a 7. évad 11. epizódja). Elsőként 2003. november 12-én sugározták az Amerikai Egyesült Államokban.

## Cselekmény
|  | Alább a cselekmény részletei következnek! |

Kyle bejelenti, hogy a születésnapi buliját a Casa Bonita nevű spanyol étteremben rendezi és három legjobb barátját is meghívja. Eric Cartman örömében táncolni és énekelni kezd, mivel imádja ezt az éttermet és folyton róla álmodozik. Hamar kiderül azonban, hogy Kyle az állandó gúnyolódásai miatt nem őt, hanem Butterst hívja meg (Stan és Kenny mellett). Cartman igyekszik jó benyomást tenni Kyle-ra és kedves lenni vele, de próbálkozásai kudarcot vallanak. Ekkor szomorúan elmondja Kyle-nak, hogy sajnálja a múltban történt nézeteltéréseket és reméli, az eset ellenére barátok maradnak. A megható szavakat hallva Kyle beleegyezik abba, hogy ha Butters valamiért nem tudna elmenni a szülinapi zsúrra, akkor Cartman beugorhat helyette.
Cartman ördögi tervet eszel ki Butters félreállítására; elhiteti vele, hogy rövid időn belül egy hatalmas meteor fog becsapódni és az egyetlen esély a túlélésre Jimbo földalatti bunkerében van, így a naiv Butters odamenekül. A tervbe viszont hiba csúszik, mert Kyle – értesülve Butters titokzatos eltűnéséről – úgy dönt, egy héttel elhalasztja a szülinapi bulit, mert nem tudná jól érezni magát, miközben nem tudja, barátja merre van. Amikor a rendőrfőnöktől meghallja, hogy a bunkereket is átvizsgálják, Cartman azt mondja Buttersnek, hogy a meteor már becsapódott és radioaktív élőhalott kannibálokká változtatta az embereket. Cartman kicsalogatja Butterst a bunkerből és egy kartondobozt húz a fejére (állítása szerint azért, hogy megvédje a „sugárzástól”), majd egy lerobbant benzinkútnál bezárja egy kidobott hűtőszekrénybe. A hűtőt nemsokára egy kukásautó a közeli szeméttelepre viszi, ahol Butters saját civilizációt kezd építeni. Butters a telepen találkozik egy ott dolgozó nővel, aki meggyőzi arról, hogy nem történt semmiféle katasztrófa és már egy hete őt keresi az egész város. Butters végre belátja, hogy Cartman átverte és felhívja a rendőrséget.
Kyle, Cartman, Stan és Kenny megérkezik az étterembe, de Kyle anyja telefonhívást kap a rendőrségről, melyben tájékoztatják arról, mit tett Cartman Buttersszel. Cartman elmenekül a rendőrök elől és végigrohan az éttermen, gyorsan megnézve és kipróbálva minden látványosságot. Amikor végül elfogják, a rendőrök elmondják neki, hogy felbőszített egy fél várost, elveszítette a barátait és egy hétre a fiatalkorúak börtönébe küldik. Amikor a rendőrfőnök megkérdezi tőle, mindez megérte-e, Eric elábrándozva azt feleli; „Teljesen”.

## Utalások
- Az epizód végén látható üldözéses jelenet utalás az 1993-as A szökevény című filmre.
- Butters az egyik jelenetben a Chicago együttes „If You Leave Me Now” című dalát énekli.

## Érdekességek
- A Casa Bonita egy valóban létező étterem Denverben (a „Casa Bonita” név egyébként spanyolul azt jelenti; „Szép ház”).
- Az epizód végét eredetileg másként tervezték; Cartmant a rendőrök még azelőtt elfogták volna, hogy bejutott az étterembe. A készítők azonban viccesebbnek találták a végleges epizódban látható finálét, ezért amellett döntöttek.